# Ahe
Ahe (někdy též Ahemaru nebo Omaru) je velký atol v západní části souostroví Tuamotu ve Francouzské Polynésii. Nejblíže od Ahe je atol Manihi (14 km na východ) a Tahiti (456 km na jihozápad).

## Geografie atolu

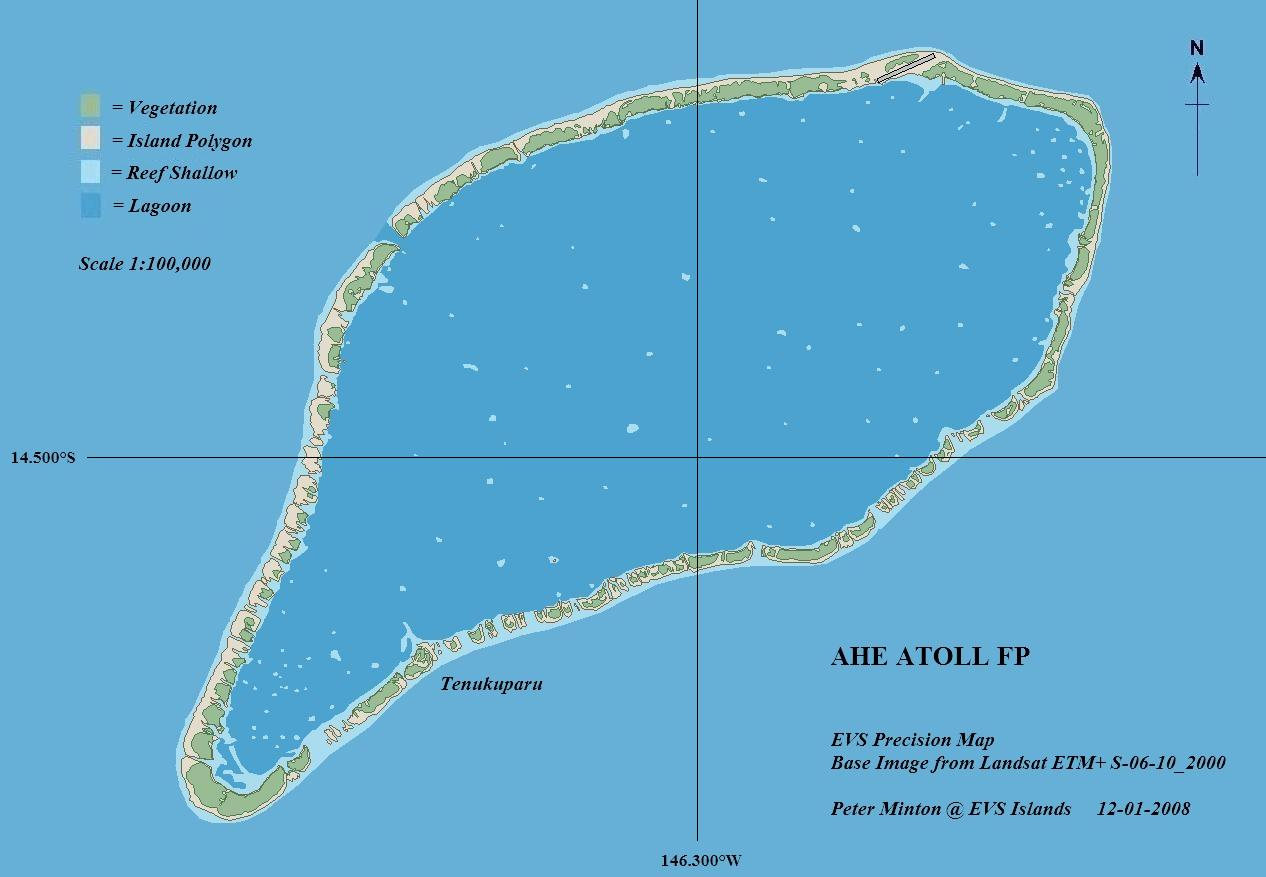
Mapa atolu

Jeho lagunu obklopuje pás nepravidelně roztroušených větších i menších ostrůvků. Na severní straně se táhne souvislý, téměř 20 km dlouhý pás souše s bohatou vegetací. Tu tvoří většinou kokosové palmy a jiné menší tropické stromy nebo keře. Do laguny vede jediný splavný vstup, široký zhruba 150 m a označen námořními navigačními bójemi.
Z geologického hlediska je to korálový atol na vrcholu podmořské sopky, která je pouze těsně pod hladinou. Ta má z oceánského dna na výšku 2,76 km a její stáří se odhaduje na 57,7 až 60,9 mil. let.

## Historie

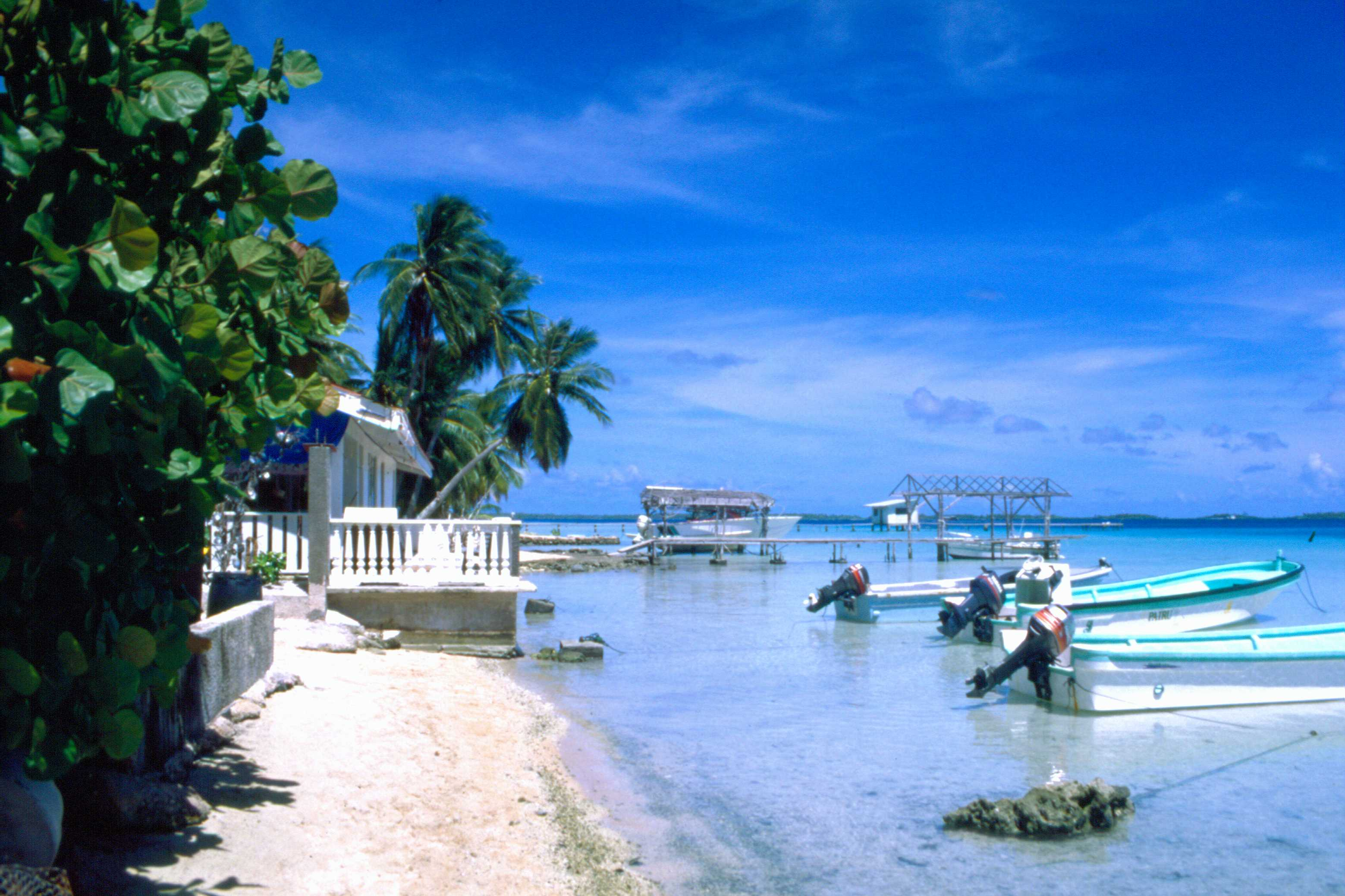
Pláž na ostrově Ahe

První písemnou zmínkou o návštěvě atolu je od nizozemských cestovatelů Willema Schoutena a Jacoba Le Maire z roku 1616. Atol pojmenovali „Vliegen Eyland“. Po nich to byl 11. prosince 1840 Charles Wilkes se svou velkou americkou expedicí z let 1838-1842. Atol nazval „Peacock Island“, po jedné z lodí expedice.
V 19. století se ostrov stal francouzským územím.
Významnou místní osobností je francouzský námořník, dobrodruh a spisovatel Bernard Moitessier, který na atolu žil od roku 1975.
Jeho inspirací byl Novozélanďan Tom Neale, jehož osobně navštívil na atolu Suwarrow a viděl, jak tam žije sám a soběstačně. S partnerkou Ileanou Drăghiciovou se proto usadil na jižní části atolového prstence, na opuštěném ostrůvku Poro Poro a začal pěstovat ovoce a zeleninu. Podařilo se mu dokázat, že i v těchto odlehlých končinách je možná potravinová a existenční soběstačnost. Na ostrůvku vybudoval cestu a infrastrukturu. V roce 1978 se Bernard přestěhoval na ostrov Moorea.
V současnosti je Poro Poro nejhustěji obydleným místem z celého atolu. Nachází se zde komunitní centrum Tenukupara s přibližně 200 obyvateli.

## Ekonomika a demografie
Na atolu žije více než 500 obyvatel a tímto se řadí k nejobývanějším atolům Francouzské Polynésie. Ekonomika ostrova je postavena většinou na pěstování černých perel na místních perlových farmách. Menší složkou příjmu je turistika, potápění, rybolov a příjmy z produkce kopry
V roce 1997 zde bylo postaveno letiště s 1 240 m dlouhou přistávací dráhou.
Demografický vývoj obydlení atolu:
| 1977 | 1983 | 1988 | 1996 | 2002 | 2007 | 2012 |
| ---- | ---- | ---- | ---- | ---- | ---- | ---- |
| 109  | 142  | 162  | 377  | 441  | 561  | 552  |

## Fauna
Na atolu se vyskytuje endemický druh holub atolový.

## Administrativní začlenění
Geograficky patří atol Ahe k subskupině ostrovů krále Georga (anglicky King George Islands, francouzsky Îles du Roi Georges) společně s atoly Manihi, Takapoto, Takaroa a Tikei.